# Wojna rosyjsko-turecka (1674–1681)
Wojna rosyjsko-turecka 1674–1681 – wojna pomiędzy Carstwem Rosyjskim a Imperium Osmańskim, wywołana coraz bardziej agresywną postawą Turcji w XVII wieku oraz rosnącymi aspiracjami Rosji po zwycięskiej wojnie z Rzecząpospolitą 1654–1667.
Wybrany w czerwcu na hetmana Ukrainy Lewobrzeżnej Iwan Samojłowicz dążył do połączenia z nią Ukrainy prawobrzeżnej. Po poddaniu się Piotra Doroszenki Turcji, wzrosły wśród Kozaków wrogie mu nastroje. Z coraz większą przychylnością spoglądano na Samojłowycza. Po klęsce tureckiej pod Chocimiem armia rosyjsko-kozacka, wykorzystując kłopoty Turcji w wojnie z Rzecząpospolitą, przekroczyła w roku 1674 Dniepr i zdobyła stolicę lennika Turcji Piotra Doroszenki – Czehryń. W wojnie rosyjsko-tureckiej na początku zaczepnie wystąpili Rosjanie.
Ponieważ Turcja była zaangażowana w wojnę z Polską, więc żadnych działań z jej strony na razie nie prowadzono. Pierwszy przystąpił do działania Piotr Doroszenko, zamierzając odzyskać utraconą stolicę i już wiosną 1676 jego armia licząca 12 000 żołnierzy obległa Czehryń, licząc na pomoc zbliżającej się armii turecko-tatarskiej. Ta jednak całkowicie zaangażowana była w operacje przeciwko wojskom polskim. Zatem zamiast armii tureckiej pod Czehryniem pojawiła się 30-tysięczna armia rosyjsko-kozacka hetmana Samojłowicza i Grigorija Romodanowskiego. Otoczony Doroszeńko skapitulował. Zostawiając w Czehryniu wzmocniony garnizon, armia rosyjsko-kozacka wycofała się na lewy brzeg Dniepru. Sułtan turecki Mehmed IV wyznaczył będącego w tym czasie w niewoli tureckiej Jurija Chmielnickiego na hetmana prawobrzeżnej Ukrainy.
Przykrym dla Rosji zaskoczeniem było zawarcie (17 października 1676) polsko-tureckiego rozejmu w Żurawnie, w następstwie czego latem 1677 potężna armia Ibrahima Szejtana (120000 żołnierzy) znów ruszyła na Ukrainę, ale tym razem przeciw Rosji. Wspomagali ją Tatarzy oraz Kozacy pod wodzą nowego hetmana Jerzego Chmielnickiego. W lipcu 1677, sułtan rozkazał swojej armii, by ruszyła w kierunku Czehrynia. Rosyjski garnizon Czehrynia wytrzymał 3-tygodniowe oblężenie do momentu, gdy 7 września armia rosyjsko-kozacka niespodziewanie pobiła Turków w bitwie pod Bużynem. W lipcu 1678 Turcy jeszcze raz uderzyli na podległą Rosji część Ukrainy. Siły osmańskie wsparli Tatarzy, Wołosi i Mołdawianie. Potężna armia (około 200 000 żołnierzy) pod wodzą wielkiego wezyra Kara Mustafy obległa ponownie Czehryń. Armia rosyjsko-ukraińska (120 000 żołnierzy) przebiła się przez tureckie siły osłonowe, nie udało się jej jednak obronić Czehrynia, który padł po zaciętych, trwających miesiąc walkach 11 sierpnia 1678. Rosjanie wycofali się za Dniepr, odpierając przy tym natarcia tureckie, zaś Tatarzy szeroko rozlali się po ziemiach rosyjskiej części Ukrainy. Turcy nie podążyli za wycofującymi się Rosjanami, zadowalając się ich odwrotem.
W latach 1679–1680 Rosjanie koncentrowali się głównie na odpieraniu najazdów tatarskich. W końcu Rosja zapragnęła przerwania trudnej wojny z przeżywającą renesans potęgi Portą Osmańską. Dyplomacja carska nawiązała rozmowy z Krymem, który także nie był zainteresowany nadmiernym wzrostem potęgi tureckiej w tym rejonie. Podbicie całej Ukrainy przez Turcję pozbawiłoby Tatarów podstawowego źródła utrzymania. Zatem chan Murad Girej chętnie przyczynił się do zawarcia traktatu rozejmowego z Rosją, podpisanego 13 stycznia 1681 w Bachczysaraju. W marcu 1682 ratyfikował go sułtan Mehmed IV. Dwudziestoletni rozejm bachczysarajski uznawał linię Dniepru za granicę obu państw, z tym, że Kijów z okolicami pozostawał przy Rosji. Zaporoże uznano za władztwo tureckie, zaś obszar między Bohem i Dnieprem miał pozostać niezasiedlonym pustkowiem oddzielającym armie obu stron.
Literatura:
- Davies, Brian L., Warfare, state and society on the Black Sea steppe, 1500–1700, Routledge, 2007.
- Paxton, John and John Traynor, Leaders of Russia and the Soviet Union, Taylor & Francis Books Inc., 2004.